# هنري فرنسيس غرين
هنري فرنسيس غرين (بالإنجليزية: Henry Francis Green)‏ هو شخصية أعمال أمريكي، ولد في 6 فبراير 1844، وتوفي في 9 مايو 1917.